# Назітамак
Назітама́к (рос. Назитамак, башк. Наҙытамаҡ) — присілок у складі Дюртюлинського району Башкортостану, Росія. Входить до складу Асяновської сільської ради.
Населення — 137 осіб (2010; 144 у 2002).
Національний склад:
- башкири — 81 %